# Propedies brevifacies
Propedies brevifacies är en insektsart som beskrevs av Ronderos och Sanchez 1983. Propedies brevifacies ingår i släktet Propedies och familjen gräshoppor. Inga underarter finns listade i Catalogue of Life.